# Biograph (album)
Biograph is een compilatiealbum van Bob Dylan, uitgebracht op 7 november 1985 op Columbia Records , bevattende 53 Dylansongs op 5 Lp's of 3 cd's. De set is vergezeld van een interview met Dylan en liner-notes door voormalig Rolling Stone-journalist  Cameron Crowe. Commercieel was het album met een verkoop boven de 250.000 exemplaren een succes, er waren vrijwel geen productiekosten omdat alle muziek reeds opgenomen was. Het album was het bewijs dat fans geld overhadden voor muziek, die ze reeds hadden, mits goed verpakt en met wat bonus-tracks.

## Track listing
Alle nummers zijn geschreven door Bob Dylan behalve "Baby Let Me Follow You Down" geschreven door Gary Davis, Dave Van Ronk, en Eric von Schmidt, en zowel "Isis" als "Romance in Durango" geschreven door Dylan en Jacques Levy. The cd heeft vrijwel dezelfde volgorde, alleen  "Jet Pilot" is verschoven naar het einde van cd 2, achter "Isis". Cd 1 eindigt met "I Don't Believe You (She Acts Like We Never Have Met)", en cd 2 begint met "Visions of Johanna". Cd 3 begint met "Caribbean Wind".

| 1.                 | Lay Lady Lay                                                                      | Nashville Skyline, 1969           | 3:18 |
| 2.                 | Baby, Let Me Follow You Down                                                      | Bob Dylan, 1962                   | 2:34 |
| 3.                 | If Not for You                                                                    | New Morning, 1970                 | 2:42 |
| 4.                 | I'll Be Your Baby Tonight                                                         | John Wesley Harding (album), 1968 | 2:38 |
| 5.                 | I'll Keep It with Mine (Bringing It All Back Home outtake, opgenomen 14 jan 1965) | niet eerder uitgebracht           | 3:45 |
| Totale duur: 14:57 |                                                                                   |                                   |      |

| 1.                 | The Times They Are a-Changin'                                               | The Times They Are A-Changin', 1964 | 3:13 |
| 2.                 | Blowin' in the Wind                                                         | The Freewheelin' Bob Dylan, 1963    | 2:47 |
| 3.                 | Masters of War                                                              | The Freewheelin' Bob Dylan, 1963    | 4:32 |
| 4.                 | The Lonesome Death of Hattie Carroll                                        | The Times They Are A-Changin', 1964 | 5:46 |
| 5.                 | Percy's Song (The Times They Are A-Changin' outtake, opgenomen 23 okt 1963) | niet eerder uitgebracht             | 7:42 |
| Totale duur: 24:00 |                                                                             |                                     |      |

| 1.                 | Mixed-Up Confusion                                           | A-kant single, november 1962 | 2:28 |
| 2.                 | Tombstone Blues                                              | Highway 61 Revisited, 1965   | 5:57 |
| 3.                 | The Groom's Still Waiting at the Altar                       | Shot of Love, 1981           | 4:04 |
| 4.                 | Most Likely You Go Your Way (And I'll Go Mine)               | Before the Flood, 1974       | 3:29 |
| 5.                 | Like a Rolling Stone                                         | Highway 61 Revisited, 1965   | 6:09 |
| 6.                 | Jet Pilot (Blonde on Blonde outtake, opgenomen oktober 1965) | niet eerder uitgebracht      | 0:49 |
| Totale duur: 22:56 |                                                              |                              |      |

| 1.                 | Lay Down Your Weary Tune (The Times They Are A-Changin' outtake, opgenomen 24 okt 1963)            | niet eerder uitgebracht         | 4:36 |
| 2.                 | Subterranean Homesick Blues                                                                        | Bringing It All Back Home, 1965 | 2:20 |
| 3.                 | I Don't Believe You (She Acts Like We Never Have Met) (live in het ABC Theatre Belfast 6 mei 1966) | niet eerder uitgebracht         | 5:18 |
| 4.                 | Visions of Johanna (live in de Royal Albert Hall 26 mei 1966)                                      | niet eerder uitgebracht         | 7:33 |
| 5.                 | Every Grain of Sand                                                                                | Shot of Love, 1981              | 6:15 |
| Totale duur: 26:02 | |                                 |      |

| 1.                 | Quinn the Eskimo (The Mighty Quinn) (The Basement Tapes outtake, opgenomen juli 1967) | niet eerder uitgebracht         | 2:20 |
| 2.                 | Mr. Tambourine Man                                                                    | Bringing It All Back Home, 1965 | 5:29 |
| 3.                 | Dear Landlord                                                                         | John Wesley Harding, 1968       | 3:16 |
| 4.                 | It Ain't Me, Babe                                                                     | Another Side of Bob Dylan, 1964 | 3:34 |
| 5.                 | You Angel You                                                                         | Planet Waves, 1974              | 2:54 |
| 6.                 | Million Dollar Bash                                                                   | The Basement Tapes, 1975        | 2:33 |
| Totale duur: 20:06 |                                                                                       |                                 |      |

| 1.                 | To Ramona                                                                        | Another Side of Bob Dylan, 1964 | 3:54 |
| 2.                 | You're a Big Girl Now (Blood on the Tracks outtake, opgenomen 25 sep 1974)       | niet eerder uitgebracht         | 4:23 |
| 3.                 | Abandoned Love (Desire outtake, opgenomen juli 1975)                             | niet eerder uitgebracht         | 4:29 |
| 4.                 | Tangled Up in Blue                                                               | Blood on the Tracks, 1975       | 5:45 |
| 5.                 | It's All Over Now, Baby Blue (live in de Free Trade Hall Manchester 17 mei 1966) | niet eerder uitgebracht         | 5:40 |
| Totale duur: 24:11 |                                                                                  |                                 |      |

| 1.                 | Can You Please Crawl Out Your Window?                         | A-kant single, december 1965  | 3:34 |
| 2.                 | Positively 4th Street                                         | A-kant single, september 1965 | 3:54 |
| 3.                 | Isis (live in het Montreal Forum 4 dec 1975)                  | niet eerder uitgebracht       | 5:21 |
| 4.                 | Caribbean Wind (Shot of Love outtake, opgenomen 30 apr 1981)  | niet eerder uitgebracht       | 5:54 |
| 5.                 | Up to Me (Blood on the Tracks outtake, opgenomen 25 sep 1974) | niet eerder uitgebracht       | 6:18 |
| Totale duur: 25:01 |                                                               |                               |      |

| 1.                 | Baby, I'm in the Mood for You (The Freewheelin' Bob Dylan outtake, opgenomen 9 jul 1962) | niet eerder uitgebracht | 2:56 |
| 2.                 | I Wanna Be Your Lover (Blonde on Blonde outtake, opgenomen okt 1965)                     | niet eerder uitgebracht | 3:27 |
| 3.                 | I Want You                                                                               | Blonde on Blonde, 1966  | 3:07 |
| 4.                 | Heart of Mine (live in New Orleans 10 nov 1981)                                          | niet eerder uitgebracht | 3:43 |
| 5.                 | On a Night Like This                                                                     | Planet Waves, 1974      | 2:58 |
| 6.                 | Just Like a Woman                                                                        | Blonde on Blonde, 1966  | 4:55 |
| Totale duur: 21:06 |                                                                                          |                         |      |

| 1.                 | Romance in Durango (live in het Montreal Forum 4 dec 1975) | niet eerder uitgebracht | 4:39 |
| 2.                 | Señor (Tales of Yankee Power)                              | Street-Legal, 1978      | 5:41 |
| 3.                 | Gotta Serve Somebody                                       | Slow Train Coming, 1979 | 5:25 |
| 4.                 | I Believe in You                                           | Slow Train Coming, 1979 | 5:10 |
| 5.                 | Time Passes Slowly                                         | New Morning, 1970       | 2:36 |
| Totale duur: 23:31 |                                                            |                         |      |

| 1.                 | I Shall Be Released                  | Bob Dylan's Greatest Hits Vol. II, 1971 | 3:04 |
| 2.                 | Knockin' on Heaven's Door            | Pat Garrett & Billy the Kid, 1973       | 2:30 |
| 3.                 | All Along the Watchtower             | Before the Flood, 1974                  | 3:04 |
| 4.                 | Solid Rock                           | Saved, 1980                             | 3:58 |
| 5.                 | Forever Young (Demo opname jun 1973) | niet eerder uitgebracht                 | 2:02 |
| Totale duur: 14:38 |                                      |                                         |      |

## Hitnoteringen
Het album bereikte nummer 33 op de Billboard 200, in Nederland werd geen notering gehaald.
- MusicBrainz release group: b5cbeb61-6e9c-38a8-9cb7-caf456782361